# Peel Fell
Peel Fell är en kulle i Storbritannien.   Den ligger i grevskapet och kommunen Northumberland i riksdelen England, i den centrala delen av landet, 400 km norr om huvudstaden London. Toppen på Peel Fell är 602 meter över havet, eller 232 meter över den omgivande terrängen. Bredden vid basen är 11,8 km. Peel Fell ingår i The Cheviot Hills.
Terrängen runt Peel Fell är huvudsakligen lite kuperad. Runt Peel Fell är det ganska glesbefolkat, med 26 invånare per kvadratkilometer. Närmaste större samhälle är Newcastleton, 18,6 km sydväst om Peel Fell. I omgivningarna runt Peel Fell växer i huvudsak blandskog.